# Santiago Ramón y Cajal
Santiago Ramón y Cajal (n. 1 mai 1852, Petilla de Aragón, Navarra, Spania – d. 17 octombrie 1934, Madrid, Noua Castilie⁠(d), Spania) a fost un histologist și doctor spaniol, unul din cei doi spanioli laureați ai Premiului Nobel pentru medicină (1906). Ramón y Cajal este considerat a fi unul dintre fondatorii neuroștiinței moderne. 

## Biografie
Ramón y Cajal s-a născut ca fiu al lui Justo Ramón și Antonia Cajal în Petilla de Aragón, în enclava navarreză din Aragon, Spania. Având în timpul copilăriei un comportament problematic și total contrar ordinii și autorității, a fost transferat repetat între diferite școli. Se poate da, ca un exemplu extrem al precocității și rebeliunii sale, încarcerarea sa la vârsta de 11 ani pentru distrugerea porții orașului cu un tun de fabricație proprie. A fost un fervent pictor, artist grafic și gimnast. A lucrat pentru o vreme ca pantofar și frizer. A fost bine cunoscut pentru atitudinea sa combativă. 
Ramón y Cajal a urmat școala medicală din Zaragoza, pe care a terminat-o în 1873. Scurt timp după primirea gradului său universitar a fost angajat ca ofițer-medic al armatei spaniole. Parte a obligațiilor sale de serviciu, a fost trimis în Cuba, unde s-a îmbolnăvit de malarie. 
După întoarcerea în Spania s-a căsătorit cu Silveria Fañanás García în 1879, cu care a avut patru fiice și trei fii. A fost numit profesor universitar la Valencia în 1881. În 1883 a primit titlul de doctor de la universitatea din Madrid. 
Ulterior a predat ca profesor universitar la Barcelona și Madrid, ținând ambele catedre. A fost directorul Muzeului din Zaragoza (1889), director al Institutului Național de Igienă (1899) și fondator al Laboratorio de Investigaciones Biológicas (1922), ulterior redenumit Institutul Cajal. A decedat în Madrid în 1934.

## Lucrări și contribuții

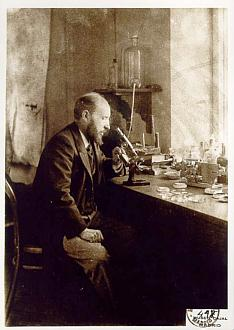
Imagine 2 - Santiago Ramón y Cajal --- Santiago Ramón y Cajal în laborator